# آستین (کلرادو)
آستین (به انگلیسی: Austin) شهری در ایالت کلرادو، ایالات متحده آمریکا است.

## جغرافیا
آستین در موقعیت ۳۸°۴۶′۵۳″ شمالی ۱۰۷°۵۷′۰۴″ غربی / ۳۸٫۷۸۱۳۹°شمالی ۱۰۷٫۹۵۱۱۱°غربی قرار گرفته است.